# Hjem (film)
 For alternative betydninger, se Hjem (flertydig). (Se også artikler, som begynder med Hjem)
Hjem (originaltitel Home) er en amerikansk børnefilm fra 2015, instrueret af Tim Johnson.